# Astaroth (banda)
Astaroth foi uma banda brasileira de heavy metal de Porto Alegre da década de 80 e é considerada uma das bandas pioneiras do gênero no país. Iniciou suas atividades em 1982, participando de festivais e coletâneas, e em 1986 gravou seu único disco Na Luz da Conquista, tornado-se a primeira banda gaúcha do gênero a ter um registro gravado em LP. Encerrou suas atividades em 1988, voltando apenas a se apresentar novamente em um show comemorativo aos 13 anos da rádio Ipanema FM em 1996. Em 2010 seu álbum, acrescido de duas músicas inéditas, foi relançado em CD pelo selo gaúcho Doctor Rock Records.

## Discografia
Estúdio
- 1986: Na Luz da Conquista (Gravadora Alpha Centaurus) - relançada em CD em 2010 pelo selo gaúcho Doctor Rock Records[5]

Coletâneas
- 1994: A Música de Porto Alegre - Rock, com a música O alienado (Legião de bestas)
- 1985: Porto Alegre Rock, com a música O Alienado (selos Musi’sul / Pialo Music)
- 1984: Rock Garagem I, com a música Deuses Vencidos (Gravadora ACIT - 8251811)[6]